# SC Farense
Sporting Clube Farense – portugalski klub piłkarski z siedzibą w mieście Faro, stolicy regionu Algarve, występujący obecnie w Liga Portugal 2.

## Historia
Klub został założony w 1910 roku. Do pierwszej ligi portugalskiej po raz pierwszy awansował w sezonie 1969/1970 i grał w niej przez 6 lat. W 1990 roku zespół wszedł do finału Pucharu Portugalii, jednak przegrał w dwumeczu z Estrelą Amadora (1:1, 0:2). W sezonie 1994/1995 zespół zajął 5. miejsce w lidze, najwyższe w swojej historii. Dzięki temu w sezonie 1995/1996 wystąpił w rozgrywkach Pucharu UEFA, jednak odpadł już w pierwszej rundzie dwukrotnie przegrywając 0:1 z Olympique Lyon.
W 2002 roku Farense spadło do drugiej ligi, a rok później do trzeciej ligi. Rok 2004 przyniósł kolejną degradację, tym razem do czwartej ligi, a kłopoty finansowe spowodowały, że w 2005 roku został zdyskwalifikowany i nie przystąpił do sezonu 2005/2006. Następnie uporządkowano sprawy w klubie i przystąpił on do najniższego szczebla ligowego w kraju, ligi regionu Algarve. W sezonie 2007/2008 awansował do czwartej ligi.

## Stadion

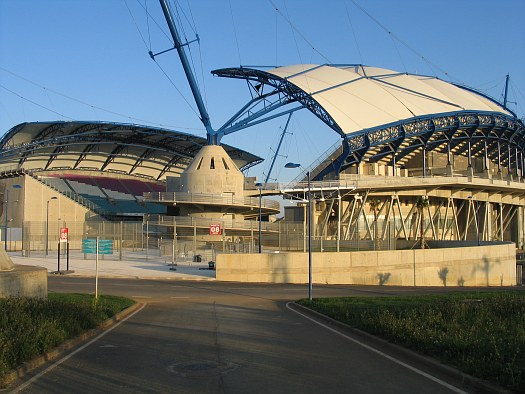
Estádio Algarve

Domowe spotkania SC Farense rozgrywa na stadionie Estádio Algarve, położonym pomiędzy miastami Faro i Loulé. Stadion został oddany do użytku na Euro 2004, a jego pojemność wynosi 30.002 miejsc. Swoje mecze na stadionie oprócz Farense rozgrywa także zespół Louletano DC.

## Reprezentanci kraju grający w klubie
- Carlos Alhinho
- Bruno Alves
- Nelo
- Tulipa
- Bruno Mauro
- Quinzinho
- Nail Besirović
- Christian
- Gil
- Zé Carlos
- Nikołaj Grynczarow
- Darko Butorović
- Tueba Menayane
- Francisco Fortes
- Hassan Nader
- Uche Okafor
- Peter Rufai
- Germán Leguía
- Pablo Zegarra
- Lucian Marinescu
- Goran Stevanović
- Perry Mutapa

## Europejskie puchary
Legenda do wszystkich tabel:
- Q – runda eliminacyjna, 1/16, 1/8, 1/4, 1/2 – odpowiednia faza rozgrywek, Grupa – runda grupowa, 1r gr – pierwsza runda grupowa, 2r gr – druga runda grupowa, F – finał, R – runda, PO – play-off
- k. – rzuty karne, los. – losowanie, Dogr. – dogrywka, w. – zasada bramek strzelonych na wyjeździe

| Sezon   | Rozgrywki   | Runda | Przeciwnik     | Dom | Wyjazd | Ogólnie |
| ------- | ----------- | ----- | -------------- | --- | ------ | ------- |
| 1995/96 | Puchar UEFA | 1R    | Olympique Lyon | 0–1 | 0–1    | 0–2     |